# Zenonia (videojuego)
Zenonia (en coreano: 제노니아) es un juego de acción de rol creado, desarrollado y distribuido por Gamevil para iOS, Android, PlayStation Portable, Nintendo DSi, Zeebo, y Windows Mobile. Fue lanzado para la App Store el 24 de mayo de 2009 y la Google Play Store el 27 de marzo de 2010. Fue lanzado para la PlayStation Portable el 12 de octubre de 2010.

## Jugabilidad
El personaje principal, Regret, es controlado por medio del uso de una cruceta en pantalla, que se encuentra ubicada en la esquina inferior izquierda de la pantalla. Existen varias misiones secundarias que el jugador podrá elegir para completar para explorar aún más el mundo. La historia principal puede ser cambiada por el jugador dependiendo de si decide hacer ciertas elecciones que harán que la alineación del personaje cambia rápidamente hacia el bien o el mal. Existen tres clases que el jugador podrá elegir: paladín, guerrero o asesino, cada una con su estilo de lucha único. El juego también dispone de cientos de armas diferentes, y un árbol de habilidades completo para cada una de las clases. Gamevil ha declarado que Zenonia tiene 40 horas de juego.
La apariencia de Regret en el juego cambiará dependiendo de su conjunto de arma y armadura.

## Sinopsis
El protagonista de Zenonia es Regret, un joven hombre cuyos orígenes son desconocidos en un principio. Su misión principal en el juego es descubrir la razón de la muerte de su padre adoptivo, Pardon, en manos de un demonio y, por consiguiente, un mal más poderoso detrás.

## Desarrollo
Zenonia fue desarrollado y distribuido por Gamevil. Es un port de un juego de celular popular de Corea del Sur. Gran parte del tiempo empleado en portear el juego a iPhone fue dedicado a la traducción.
La versión 1.1 fue lanzada el 29 de junio de 2009. La actualización mejoró los controles táctiles y también hizo ciertos botones en pantalla más grandes y semitransparentes, haciéndolos más fáciles de pulsar sin restringir la visión de la acción en pantalla. Además, la necesidad de comer y reparar armas y armadura ha sido reducida para mejorar la jugabilidad general del juego, bajando la frecuencia en la que el jugador debe regresar a los pueblos. Las características de iOS 3.0 de Apple, que fueron lanzadas el 17 de junio de 2009, también se implementaron en el juego, permitiendo al usuario escuchar canciones de la banda sonora dentro del juego.
El juego también ha sido traducido al portugués de Brasil y lanzado para Zeebo, una consola brasilera, en enero de 2010.
Zenonia fue lanzado para Android OS el 27 de marzo de 2010. Admite resoluciones de pantalla HVGA y WVGA, y corre en versiones 1,5 de Android en adelante. Fue lanzado posteriormente para el DSiWare de Nintendo en Norteamérica el 27 de septiembre de 2010, y en Europa el 24 de diciembre de 2010. También fue lanzado para PSP el 12 de octubre de 2010.

## Recepción
Zenonia recibió reseñas positivas y fue comparado gráficamente con juegos previos de las series The Legend of Zelda y Final Fantasy. El guion del juego ha sido elogiado por estar bien escrito y ser hilarante. PC Magazine lo llamó uno de los juegos «imprescindibles» para iPhone. Tracy Erickson de Pocket Gamer le dio el premio de plata, llamándolo «un juego de rol antiguo en su apogeo». Pocket Gamer también lo nombró el mejor juego de aventura/RPG para iPhone en 2010.

## Secuelas
Gamevil desarrolló una secuela de Zenonia, Zenonia 2: The Lost Memories. Cuenta con cuatro personajes nuevos con sus propias habilidades especiales y tácticas de combate: Lu, el paladín (clase cuerpo a cuerpo); Ecne, la tiradora (clase pistolera); Morpice, el mago (clase mágica de rango); y Daza, el guerrero (clase cuerpo a cuerpo). La secuela dispone de una nueva interfaz para la personalización de personaje, con más de 1200 ítems nuevos, los cuales, además de subir las estadísticas de lucha del personaje, cambian su apariencia. También se han añadido paisajes nuevos para desafiar al jugador aún más que en el juego anterior. Los terrenos nuevos incluyen hielo para patinar, salientes para escalar y lava. El juego también dispone de batallas entre jugadores en una pequeña arena. Cada uno de los cuatro pueblos del juego posee un diseño de arena diferente.
La secuela fue lanzada en la iOS App Store el 29 de marzo de 2010, y en la Google Play Store el 24 de diciembre de 2010.
Otra secuela, Zenonia 3, fue lanzada en la Apple App Store el 28 de abril de 2011, y en la Google Play Store el 1 de agosto de 2011.
La secuela de Zenonia 3, llamada Zenonia 4, fue lanzada en Corea el 26 de septiembre de 2011. Se lanzó en la Apple App Store el 22 de diciembre de 2011, y luego en la Google Play Store el 10 de febrero de 2012.
Zenonia 5 fue lanzado en la Google Play Store el 29 de noviembre de 2012. La versión de iOS fue lanzada el 10 de enero de 2013.
La siguiente secuela después de Zenonia 5 fue Zenonia S, lanzada a nivel mundial tanto para Google Play Store como la App Store en julio de 2015.